# Wojciech Śleszyński
Wojciech Śleszyński (ur. 12 lutego 1970 w Białymstoku) – polski historyk i politolog, profesor nauk humanistycznych, w latach 2012–2016 dziekan Wydziału Historyczno-Socjologicznego Uniwersytetu w Białymstoku, w latach 2016–2020 prorektor ds. kształcenia Uniwersytetu w Białymstoku. Od 2017 dyrektor Muzeum Pamięci Sybiru.

## Życiorys
W 1996 ukończył studia na kierunku historia w białostockiej filii Uniwersytetu Warszawskiego. W 2001 na Wydziale Historyczno-Socjologicznym UwB uzyskał na podstawie rozprawy pt. Propaganda i indoktrynacja władz sowieckich na Białostocczyźnie w latach 1939–1941 stopień naukowy doktora nauk humanistycznych w zakresie historii, specjalność: historia najnowsza. W 2008 w Instytucie Studiów Politycznych PAN na podstawie dorobku naukowego i rozprawy pt. Bezpieczeństwo wewnętrzne w polityce państwa polskiego na ziemiach północno-wschodnich II Rzeczypospolitej otrzymał stopień naukowy doktora habilitowanego nauk humanistycznych w zakresie nauk o polityce. Decyzją Prezydenta RP Andrzeja Dudy z dnia 5 lutego 2019 roku otrzymał nominację profesorską.
W 1997 został zatrudniony jako nauczyciel akademicki. Następnie pełnił funkcję wicedyrektora Instytutu Historii UwB (2005–2008) oraz dyrektora Instytutu Historii i Nauk Politycznych UwB (2008–2012). W 2008 został powołany na stanowisko kierownika Zakładu Stosunków Politycznych UwB. W latach 2012–2016 pełnił funkcję dziekana Wydziału Historyczno-Socjologicznego Uniwersytetu w Białymstoku, a w latach 2016–2020 zajmował stanowisko prorektora ds. kształcenia Uniwersytetu w Białymstoku. Od 2019 r. pełni funkcję kierownika Katedry Studiów Wschodnich Uniwersytetu w Białymstoku.
Od stycznia 2017 roku jest dyrektorem Muzeum Pamięci Sybiru w Białymstoku przy ul. Węglowej 1.
Otrzymał Srebrny (2016) i Brązowy (2009) Krzyż Zasługi. Został również wyróżniony Odznaką Honorową "Krzyż Pamięci Szlaku Nadziei" (2023).

## Wybrane publikacje
- Syberyjski Białystok, Białystok: Muzeum Pamięci Sybiru, 2020.
- Życie na Kresach: województwa wschodnie II Rzeczypospolitej (1919-1939), Białystok: Muzeum Pamięci Sybiru, 2020.
- Przyszli ze Wschodu: okupacja sowiecka ziem wschodnich II Rzeczypospolitej (1939-1941), Białystok: Muzeum Pamięci Sybiru, 2019.
- Historia w służbie polityki. Zmiany polityczne a konstruowanie przekazu historycznego na ziemiach białoruskich w XX i XXI wieku, Białystok: Wydawnictwo Uniwersytetu w Białymstoku, 2018.
- Pierwszy sowiecki łagier: Wyspy Sołowieckie (1920-1939), Białystok: Muzeum Pamięci Sybiru, 2017.
- Białystok – spacerem przez epoki. Przewodnik historyczny / Białystok – a walk through time. A historical guide, Białystok: Stowarzyszenie Edukacji i Dialogu „Fontis et Futura”, 2014.
- Województwa kresowe II Rzeczypospolitej. Województwo poleskie, Kraków: Avalon, 2014.
- Kresy Wschodnie czyli Białoruś Zachodnia. Historia, współczesność, pamięć, Łomianki: Wydawnictwo LTW, 2013.
- Świat pogranicza. Stosunki społeczno-polityczne na pograniczu polsko-litewsko-białoruskim w XX i XX, Białystok: Instytut Historii Uniwersytetu w Białymstoku, Wydawnictwo Prymat Mariusz Śliwowski, 2009.
- University of Bialystok Institute of History. History, international relations, Białystok: Wydawnictwo Uniwersytetu w Białymstoku, 2009.
- Bezpieczeństwo wewnętrzne w polityce państwa polskiego na ziemiach północno-wschodnich II Rzeczypospolitej, Warszawa: Instytut Studiów Politycznych PAN, 2007.
- Rola oświaty i szkolnictwa w procesie kształtowania się świadomości narodowej na pograniczu polsko-litewskim, Białystok: Wydawnictwo Prymat Mariusz Śliwowski, 2007.
- Wyzwolenie czy okupacja? Stosunek społeczności zamieszkujących pogranicze polsko-litewsko-białoruskie do zmieniających się w XX wieku systemów państwowych, Białystok: Wydawnictwo Prymat Mariusz Śliwowski, 2006.
- Walka instytucji państwowych z białoruską działalnością dywersyjną 1920–1925, Białystok: Polskie Towarzystwo Historyczne, Wydawnictwo Prymat, 2005.
- Zajścia antyżydowskie w Brześciu nad Bugiem 13 maja 1937 roku, Białystok: „Prymat”, 2004.
- Obóz odosobnienia w Berezie Kartuskiej 1934–1939, Białystok: Instytut Historii Uniwersytetu w Białymstoku: „Benkowski”, 2003.
- Szkice do dziejów Białegostoku, Białystok: PTH. O., 2003.
- Sztetł – wspólne dziedzictwo: szkice z dziejów ludności żydowskiej Europy Środkowo-Wschodniej, Białystok: Instytut Historii Uniwersytetu w Białymstoku, 2003.
- Okupacja sowiecka na Białostocczyźnie w latach 1939–1941. Propaganda i indoktrynacja, Białystok: „Benkowski”, 2001.
- Białystok w sowieckiej fotografii propagandowej 1939–1941, Białystok: BTN, 2000.